# Kisumu

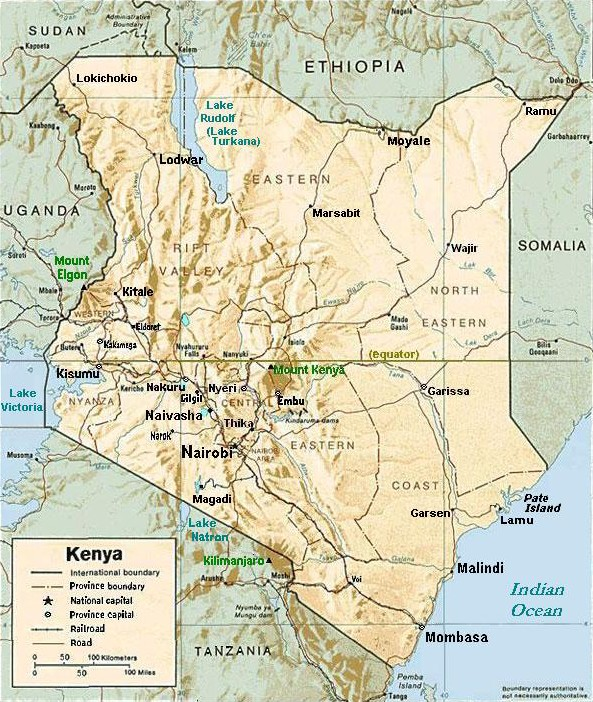
Kiszumu Kenya térképén, középen és balra, a Viktória-tónál

Kiszumu kenyai kikötőváros a Viktória-tónál, az egyik legnagyobb város az ország nyugati részében. Nyanza tartomány, illetve ezen belül Kiszumu kerület (wilaya) székhelye, a Luo nép lakta régió, Luoföld legnagyobb települése. Az 1999-es népszámlálás adatai szerint 322 024 lakosa volt.
Kikötőjét 1901-ben alapították Port Florence néven, az Ugandai vasútvonal fő átrakodóhelyeként a szárazföld belsejében. A vasútvonalat a Viktória-tavi komp köti össze a tanzániai Mwanza és  Bukoba, az ugandai Entebbe, Port Bell és Jinja városokkal. A Kisumui nemzetközi repülőtérről Nairobiba és más városokba indulnak napi járatok.
A városban érezhető a Viktória-tó illata. Egyes negyedekben nagy, elkerített házak és drága autók jelzik a jólétet. A város annak idején a Kenya, Uganda és Tanzánia közti kereskedelme központjaként gazdagodott és az 1980-as években, illetve az 1990-es évek elején erősen megsínylette a kereskedelemnek kereteket adó Kelet-Afrikai Közösség felbomlását. Kikötője gyakorlatilag nem működött. Mára részben helyreállt a kikötő kereskedelmi forgalma.

## Története
Port Florence-be csak 1903-ban érkezett meg az első vonat, miután megépült a Mau híd. Ekkor már megjelent a tavon az első gőzhajó. (1895-ben hajózott ki Skóciából, aztán alkatrészenként szállították ide Mombaszából, de csak öt évvel később állt össze a hajó, mert az alkatrészek egy részét útközben ellopták.)
Kiszumu kezdetben európaiak számára szörnyű hely volt, a forró klímájú vízparti helyen számos betegség tenyészett, mint a bilharzia, a malária és a „feketevíz láz”. A hely mégis közigazgatási és katonai központtá vált, az 1930-as évekre pedig fontos kelet-afrikai közlekedési és kereskedelmi csomóponttá vált. Miután a vasúton dolgozó indiai munkásokat elbocsátották, új üzlettel foglalkozó réteg keletkezett és a későbbiekben is érkezett ide ázsiai tőke. A fejlődés töretlen volt egészen 1977-ig, amikor hirtelen összeomlott a Kelet-Afrikai Közösség. 1996-tól fokozott erőfeszítéseket tettek, hogy helyreállítsák a vidék gazdasági életét, 1999-től pedig ismét élettől pezsgett a kikötő, köszönhetően részben az ENSZ Ruandába és Kongóba címzett élelmiszersegély-szállítmányainak.
Ezután azonban újabb csapás következett, amikor az Európai Unióból beözönlött az ott jelentős támogatásokkal előállított olcsó cukor, tönkretéve a régió virágzó nádcukoriparát. A helyi cukoripar azóta elkezdett magához térni, nehézségek jelentkeztek ugyanakkor a vízi szállításban is, mert a kevés eső miatt jelentősen csökkent a Viktória-tó vízszintje.

## Látnivalók
- Kiszumu Nyugat-Afrika legnagyobb és legjobb minőségű piacával rendelkezik, amely zöldségek, gyümölcsök és kézművestermékek nagy választékát kínálja. A Hotel Royale-lal szembeni boltsor ajándéktárgyakban nyújt nagy választékot.
- Dzsamia mecset.
- A Kiszumu Múzeum a piactól kelet felé sétálva található egy nagy kertben: zoológiai és néprajzi jellegű kiállítás.
- A főúton vagy a partvonalon a Sunset Hoteltől dél felé sétálva található az „Impala Szentély” (Impala Sanctuary), egy látogatható terület antilopokkal, majmokkal és ragadozókkal. Fél kilométerrel távolabb van a Hippo Pont, tópart, amelynek a környékén időnként még lehet vízilovakat látni (csónakkal pénzért be is viszik a látogatókat a tó belsejébe). Két kilométerrel távolabb található Dunga halászfalu, ahonnan éjszakai halászatra is elmehet, aki kialkudja az árát.

## Testvérvárosa

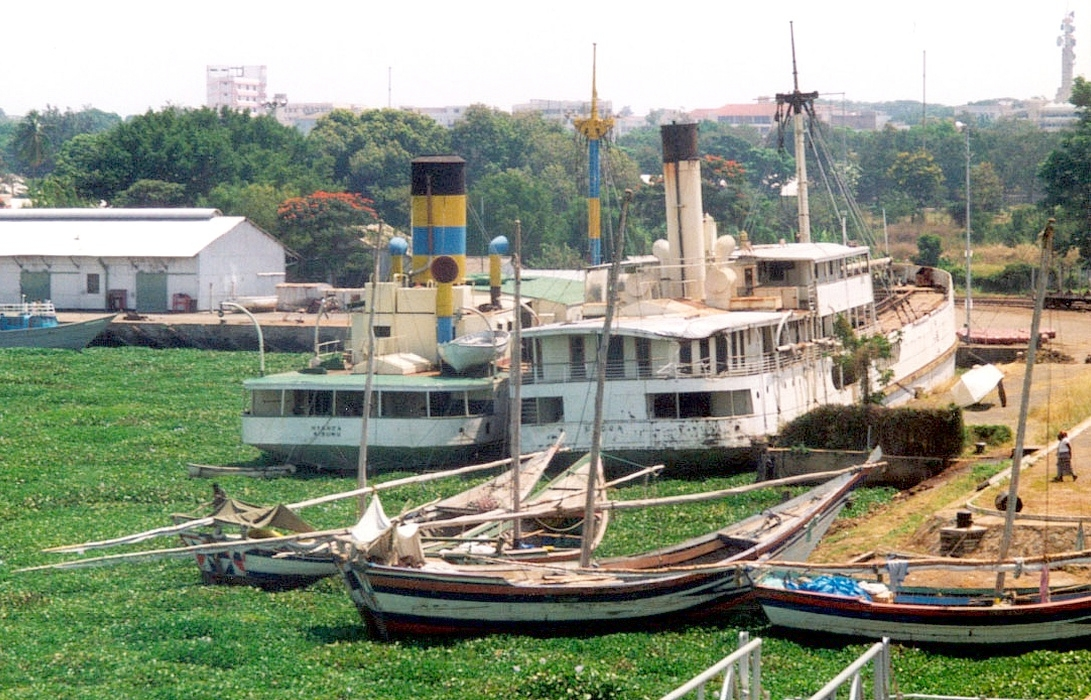
Régi hajók Kiszumu kikötőjében

- Roanoke, Virginia, USA